# Cyperus capensis
Cyperus capensis là một loài thực vật có hoa trong họ Cói. Loài này được (Steud.) Endl. mô tả khoa học đầu tiên năm 1842.